# Винеторій-Міч
Винеторій-Міч (рум. Vânătorii Mici) — село у повіті Джурджу в Румунії. Входить до складу комуни Винеторій-Міч.
Село розташоване на відстані 43 км на захід від Бухареста, 73 км на північний захід від Джурджу, 139 км на схід від Крайови, 129 км на південь від Брашова.

## Населення
За даними перепису населення 2002 року у селі проживала 841 особа, з них 839 осіб (99,8%) румунів. Рідною мовою 839 осіб (99,8%) назвали румунську.